# U-371
U-371 je bila nemška vojaška podmornica Kriegsmarine, ki je bila dejavna med drugo svetovno vojno.

## Zgodovina
U-371 je bila 4. maja 1944 potopljena kot prva žrtev nove zavezniške taktike (močvirje); v spopadu so sodelovali: ameriška eskortna rušilca USS Pride (DE 323) in USS Joseph E. Campbell (DE 70), francoski eskortni rušilec FFL Sénégalais in britanski eskortni rušilec HMS Blankney (L 30). Umrli so trije člani posadke, medtem ko jih je 49 preživelo.

## Poveljniki
| Poveljniki |                      |                              |                                |
| Št.        | Čin                  | Ime                          | Poveljstvo                     |
| 1.         | Oberleutnant zur See | Heinrich Driver              | 15. marec 1941 - 5. april 1942 |
| 2.         | Oberleutnant zur See | Karl-Otto Weber              | 26. marec 1942 - 6. april 1942 |
| 3.         | Oberleutnant zur See | Heinz-Joachim Neumann (v.d.) | 6. april 1942 - 24. maj 1942   |
| 4.         | Kapitänleutnant      | Waldemar Mehl                | 25. maj 1942 - 4. april 1944   |
| 5.         | Oberleutnant zur See | Horst-Arno Fenski            | 5. april 1944 - 4. maj 1944    |

## Tehnični podatki
| Kategorije                                    | Podatki                       |
| --------------------------------------------- | ----------------------------- |
| Teža (t): na površju pod površjem polna Teža  | 769 871 1.070                 |
| Dolžina (m) - tlačni trup (m)                 | 67,10 - 50,50                 |
| Širina (m) - tlačni trup (m)                  | 6,20 - 4,70                   |
| Izpodriv (m)                                  | 4,74                          |
| Višina (m)                                    | 9,6                           |
| Moč (hp): na površju pod podvršjem            | 3.200 750                     |
| Hitrost (vozlov): na površju pod podvršjem    | 17,7 7,6                      |
| Doseg (milja/vozel): na površju pod podvršjem | 8.500/10 80/4                 |
| Torpeda/Torpedne cevi                         | 14/5 (4 na premcu, 1 na krmi) |
| Krovni top (mm)                               | 88                            |
| Mine                                          | 26 TMA                        |
| Posadka                                       | 44-52                         |
| Maksimalni potop (m)                          | 220                           |